# Potsdamer Initiative
Die Potsdamer Initiative wurde am 16. März 2007 auf der G8-Umweltministerkonferenz in Potsdam beschlossen.
Ziel der Initiative ist die Eindämmung des Weiteren globalen Artensterbens. Täglich gehen derzeit etwa 150 Arten unwiederbringlich verloren. Die G8-Staaten (USA, Kanada, Japan, Frankreich, Großbritannien, Italien, Deutschland und Russland) und fünf große Schwellenländer (China, Indien, Brasilien, Mexiko und Südafrika) einigten sich darauf, im Kampf gegen den Artenschwund zusammenzuarbeiten.